# Сума теології

Summa theologica, 1596

Сума теології (лат. Summa Theologiæ, у спрощеному написанні Summa Theologica) — один з найвідоміших трактатів Томи Аквінського. Розпочатий в 1265 році, до моменту смерті автора (1274) він залишився не завершеним, і, проте, входить до числа класичних філософських і богословських праць, будучи одним зі зразків середньовічної європейської думки. Називання цієї праці тільки за першим словом, «Summa», не цілком коректне: серед робіт Аквіната — і «Summa Contra Gentiles» («Сума проти язичників» або «Сума філософії», що у певному значенні послужила прологом до «Summa Theologiæ»). Однак частіше мова йде саме про opus magnum — головну працю одного з 33 учителів католицької церкви, чий внесок у теологію папа Бенедикт XV охарактеризував словами: «Церква проголосила доктрину Томи Аквінського своєю доктриною».
«Сума теології» відома також викладеними там п'ятьма доказами існування Бога (лат. viae Quinquae). За первісним своїм задумом Тома Аквінський думав скласти лише «порадник для початківців», у якому під одною обкладинкою були б зосереджені виклад і розгляд усіх основних богословських учень свого часу. Фактично, учений склав фундаментальний звід практично всіх проблем християнського богослов'я на Заході, які піддав скрупульозному схоластичному аналізу. Протягом усієї книги Аквінат неодноразово цитує Августина Блаженного, Аристотеля і багатьох інших християнських, єврейських, арабських і язичницьких мислителів.

## Історія написання й публікацій
Трактат здобув велику популярність уже з  перших видань. Завдяки його «цільової спрямованості» на широку аудиторію студентів-богословів, кількість зроблених у середні віки «рукописних копій … навряд чи піддається облікові».
Перший книжковий відбиток з'явився 1467 року в місті Майнці. Правда, видавець Петер Шефер віддрукував не весь манускрипт, а лише його частину, іменовану за традицією «Secunda secundae» (див. нижче розділ «Структура»). Перше повне видання побачило світ в 1485 році в Базелі.
Ще в 1324 році папа Римський Іоанн XXII в Авіньйоні зарахував Тому Аквінського до лику святих. Участь Святого Престолу у виданні академічно вивірених праць філософа, що можуть бути використаними як єдина відправна точка для посилань, починається із другої половини XVI століття, а точніше, з того моменту, як у новому виданні Бревіарія на 1568 рік папа Пій V уперше включив у число святих Учителів Церкви Тому Аквінського — разом з Іваном Хрестителем, Василем Великим, Григорієм Богословом, Афанасієм Великим і святим Бонавентурою. Два роки пізніше, в 1570 році в Римі, у рамках повного зібрання творів Аквіната, вийшло перше таке видання, іменоване «Piana». В 1882 році за велінням Лева XIII було надруковано нове видання, називане в бібліографії за іменем папи — «Leonina». У це видання «Суми теології» були включені й супровідні коментарі Томи де Віо (тж. Каетан, 1469—1534), що самі на той час стали класичними.

## Структура
Сума складається з трьох основних частин, кожна з яких має справу з основними підрозділами християнського богослов'я.
- Перша частина (латинською мовою, Prima Pars): існування Бога і природа, яка є Вічним Законом; створення світу; ангели; природа людини
- Друга частина:

- Перший розділ другої частини (Prima Secundae, часто скорочено Частина I—II (Part I—II)): загальні принципи моралі (у тому числі теорія закону). Це — природний закон.
- Другий розділ другої частини (Secunda Secundae, або Частина II—II (Part II—II)): мораль докладно, у тому числі індивідуальні чесноти і вади

- Третя частина (Tertia Pars): особа і діяльність Христа, який є людським законом; таїнства; кінець світу. Аквінський не завершив цю частину.[6]

Кожна частина містить декілька питань, кожне з яких стосується конкретнішої підтеми; наприклад, одне таке питання: «Спосіб життя Христа.» Кожне питання містить декілька статей, що сформульовані як питальні речення, що стосуються конкретних питань, таких як «Чи Христос мав провести життя в убогості в цьому світі?» Сума має стандартний формат для кожної статті.
- Дається низка заперечень проти (поки що не вказаного) висновку; одним з таких заперечень, наприклад, є те, що «Христос повинен взяти найприйнятнішу форму життя …, яка є середньою між багатством і бідністю.»[8]
- Потім дається коротке заперечувальне речення, починаючи з фрази «sed contra» («навпаки»); це речення майже завжди посилається на авторитетну літературу, таку як Біблія або Аристотель.[9] У даному разі, Аквінат починає так: „Це написано (в Матвія 8:20): «Син же Людський не має де й голови прихилити…»“.[8]
- Потім дається фактичний аргумент; це, як правило, уточнення питання. Наприклад, Тома Аквінський стверджує, що «це було прийнятно для Христа — провести життя в убогості в цьому світі» з чотирьох різних причин, кожна з яких викладена досить докладно.[8]
- Потім даються окремі відповіді на попередні заперечення, якщо це необхідно. Ці відповіді мають обсяг від одного речення до декількох абзаців. Відповідь Томи Аквінського на вище вказане заперечення є така, що «тим, хто бажає жити доброчесно, треба уникати надміру багатства і злиднів, але … добровільна бідність не є відкритою для цієї небезпеки: і такі бідняки були вибрані Христом».[8]

Цей метод викладу є похідним від Аверроеса, на якого Тома Аквінський посилається з повагою, як на «Коментатора» з великої букви.

## Огляд усієї Summa Theologica
Сума теології призначена для узагальнення історії Всесвіту й надання схеми для самого сенсу життя.
Ця схема має циклічний характер. Вона починається від Бога і його існування в Питанні 2.  Вся перша частина Summa присвячена Богу і Його творінню, яке досягає свого апогею в людині. Тому перша частина закінчується трактатом про людину.
Друга частина Суми присвячена меті людини (сенсу життя) — щастю. Норми поведінки, що описані в цій частині, узагальнюють норми поведінки (арістотелівські за природою), яким людина має слідувати, щоб досягти своєї призначеної долі.
Так як ні одна людина сама не може по-справжньому жити досконалим етичним життям (і, отже, прийти до Бога), необхідно було, щоб досконала людина ліквідувала розрив між Богом і людиною. Таким чином, Бог став людиною. У Третій частині Суми, отже, мова йде про життя Христа.
Для того, щоб йти шляхом, передбаченим цією досконалою людиною, щоб жити з благодаттю Бога (що необхідно для спасіння людини), були надані таїнства; фінальна частина Суми розглядає Таїнства.
Послідовність розділів «Суми» діалектично замкнута: від існування Бога до створення людини, про призначення людини, про Христа, про таїнства й знову до питання про Бога.
Уся Сума може бути коротко підсумована в такій діаграмі: